# کتاب کافی

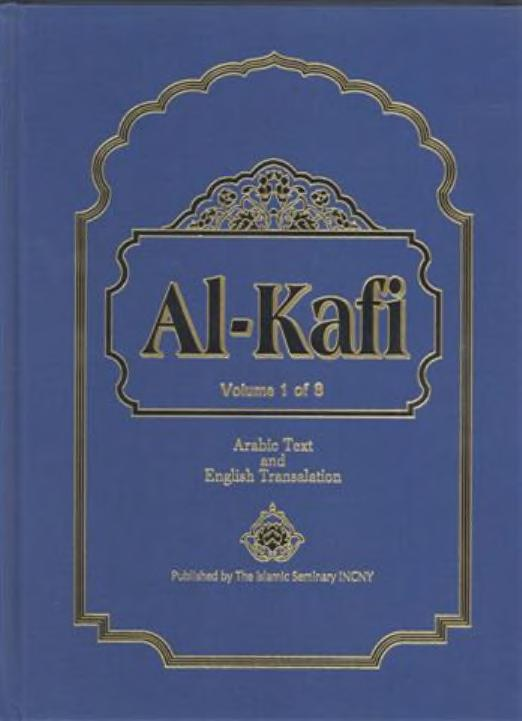
نمونه کتاب کافی به زبان انگلیسی

کافی  یکی از مهم‌ترین و معتبرترین کتاب‌های حدیثی شیعه اثر کلینی درگذشتهٔ ۳۲۹ هجری است. وی در مدت ۲۰ سال به درخواست شاگردانش این کتاب را گردآوری کرده‌است.
لذا "احتمالا" فاصله زمانی نگاشته شدن معتبرترین کتاب حدیث اهل سنت (صحیح بخاری در ۲۳۲ هجری) از معتبرترین کتاب حدیث شیعه (کافی) حدود ۸۰ سال است.
این کتاب یکی از کتب اربعه بوده و موضوع آن حدیث است که در سه بخش می‌باشد:
- اصول کافی شامل روایات اعتقادی
- فروع کافی حاوی روایات فقهی
- روضهٔ کافی شامل احادیث متفرقه

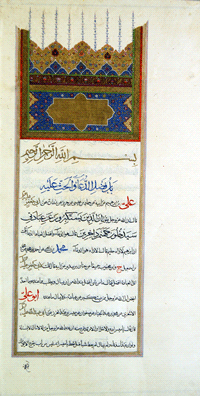
تصویری از صفحه اول نسخه‌ای دست‌نوشته از اصول کافی

تعداد روایات کتاب کافی را با رقم‌های مختلف گفته‌اند: یوسف بحرانی ۱۶۱۹۹، دکتر حسین علی محفوظ ۱۵۱۷۶، علامه مجلسی ۱۶۱۲۱ و برخی از معاصران مثل شیخ عبدالرسول الغفار ۱۵۵۰۳ حدیث شمارش کرده‌اند. گفته شده این اختلاف رقم‌ها ناشی از عوامل مختلف از جمله شیوهٔ شمردن احادیث است. مثلاً برخی روایتی را که با دو سند ذکر شده‌است، دو روایت، و بعضی آن را یک روایت به حساب آورده‌اند.

## سلسله روایی
از طریق سلسله اسناد روایات کافی، فهرست نسبتاً مفصلی از مشایخ حدیث او به دست می‌آید که تعدادشان به بیش از سی نفر می‌رسد. این تعداد مشایخ به معنای انعکاس روایات قابل توجهی از هریک در مجموعه کافی نیست؛ بلکه کلینی عمده قریب به اتفاق روایاتش را از هشت نفر زیر نقل کرده‌است:
- علی بن ابراهیم قمی با ۷۰۶۸ روایت.
- محمد بن یحیای عطار اشعری قمی با ۵۰۷۳ روایت.
- ابوعلی اشعری قمی با ۸۷۵ روایت.
- ابن‌عامر حسین بن محمد اشعری قمی با ۸۳۰ روایت.
- محمد بن اسماعیل نیشابوری با ۷۵۸ روایت.
- حمید بن زیاد کوفی با ۴۵۰ روایت.
- احمد بن ادریس اشعری قمی ۱۵۴ روایت.
- علی بن محمد با ۷۶ روایت.

کتاب مذکور یکی از کتب چهارگانه معتبر مذهب شیعه جعفری اثنی عشری می‌باشد.

## اعتبار کافی
- شیخ کلینی در پاسخ کسی که از او درخواست نوشتن کتاب جامعی نموده‌است، می‌گوید: «در کافی تمام آنچه متعلم در فنون علم دین، به آن نیاز دارد و قصد عمل به اخبار درست و سنن صحیح دارد، جمع شده‌است».
- شیخ حر عاملی این سخن کلینی را بیانی صریح در شهادت به صحت احادیث کافی - البته به اصطلاح قدما می‌داند. (صحیح به اصطلاح قدما به معنی قطعیت صدور از معصوم با قرائن قطعی یا تواتر یا شهرت صحت اصول ومنابع اصلی است.)
- شیخ مفید که از معاصران کلینی به‌شمار می‌رود، دربارهٔ کتاب کافی می‌نویسد: کتاب کافی از برترین کتاب‌های شیعه و پرفایده‌ترین آنهاست.[۴]
- شهید اول، محمّد بن مکّی، در اجازه خود به ابن خازن، ضمن شمردن کتب حدیثی شیعه می‌نویسد: همانند کتاب کافی، در حدیث شیعه نوشته نشده‌است.[۵]
- شهید ثانی در اجازه خود به شیخ ابراهیم میسی، کافی را به همراه سه کتاب: من لایحضره الفقیه، تهذیب الاحکام و استبصار، از پایه‌های ایمان و ستون‌های اسلام می‌شمارد.[۶]
- علامه محمدتقی مجلسی می‌گوید: همانند کافی در میان مسلمانان نگاشته نشده‌است.[۷]
- علامه محمدباقر مجلسی در کتاب مرآة العقول، شرح مبسوط وی بر کتاب کافی، می‌نویسد: کتاب کافی از تمام کتب اصول، مضبوطتر و جامع‌تر است و بهترین و بزرگ‌ترین تألیف فرقه ناجیه (شیعه امامیه) است.[۸]
- آیت‌الله خویی در کتاب معجم رجال الحدیث، از قول استادش مرحوم آیت‌الله نائینی، مناقشه در اسناد روایات کافی را حرفه و ترفند عاجزان و ناتوانان خوانده‌است.[۹]
- آیت‌الله سید محسن حکیم در مستمسک عروة الوثقی، کافی را یکی از کتب اربعه می‌داند که محور عمل شیعه می‌باشد.[۱۰]
- عباس قمی، کلینی را مطمئن‌ترین محدث می‌داند.[۱۱]
- نظم، اسلوب و شیوه چینش روایات کتاب کافی در دوره خود بی‌نظیر و تا کنون کم‌نظیر است.

بعضی از نویسندگان وجود برخی احادیث ضعیف در کافی را، دلیل بر عدم اعتبار این کتاب می‌دانند. علیرضا حسینی، مدیر گروه تحقیق و تصحیح اسناد تصحیح جدید کتاب «الکافی» در این رابطه می‌گوید:
بحث مهم، اعتبار یا عدم اعتبار روایات کافی است نه صحت اسانید آن؛ زیرا بر اساس مبنای متاخرین که از زمان مرحوم علامه حلی نمود پیدا کرد، نمی‌توان بسیاری از روایات کافی را از نظر سند صحیح دانست؛ ولی این منافاتی با این ندارد که ما بر اساس نگاه پیشینیان که مرحوم کلینی نیز از آنان است، روایات کافی را معتبر و صحیح به معنای به کار گرفته شده نزد ایشان بدانیم؛ همچنان که برخی از صاحب نظران معاصر باور دارند، ما نیز بر این باوریم که با بازخوانی دقیق میراث رجالی شیعه که عمدتاً بلکه همه از آن پیشینیان است و با مفهوم‌شناسی دقیق واژه‌ها و عبارات توثیق راویان، می‌توان اعتبار روایات کافی را مگر در محدوده بسیار کمی ثابت کرد. ضمن اینکه تعابیر مرحوم کلینی در مقدمه کافی به خوبی به ماندگاری کافی از دیدگاه آن مرحوم دلالت می‌کند.
نقل است کتاب کافی به محضر امام زمان رسیده و مورد تحسین او قرار گرفته و وی دربارهٔ کافی گفته‌است: الکافی کاف لشیعتنا: کتاب کافی برای شیعیان ما کفایت می‌کند. مجلسی اول گفته‌است که ممکن است کتاب به نظر امام زمان رسیده‌باشد و سید نعمت‌الله جزایری آن را قریب [نزدیک به حقیقت] دانسته‌است. البته جمله مذکور سند محکمی ندارد و بسیاری از رجال‌شناسان نیز این سخن را رد می‌کنند. سید ابوالقاسم خویی در صحت انتساب این جمله به امام زمان تردید کرده‌است.

## اصول کافی

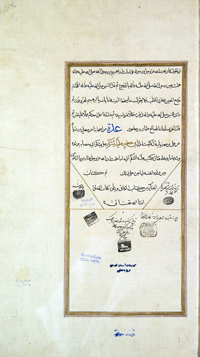
تصویری از صفحه آخر نسخه‌ای دست‌نوشته از اصول کافی

کلینی در اصول کافی، در هشت عنوان (فصل) به تبیین اصول اعتقادی شیعه و برخی مطالب دیگر که با مسائل اعتقادی ارتباط دارد، پرداخته‌است. عناوین این کتاب عبارتند از:
- العقل و الجهل
- فضل العلم
- التوحید
- الحجة
- الایمان و الکفر
- الدعاء
- فضل القرآن
- العشرة

## فروع کافی
بخش دوم کتاب کافی که فروع الکافی نام دارد، دربردارندهٔ روایات مربوط به مسائل فقهی است. فروع کافی بزرگ‌ترین بخش کتاب کافی به حساب می‌آید. در این بخش عناوین زیر وجود دارد:
۱. کتاب الطهارة،  ۲. کتاب الحیض،  ۳. کتاب الجنائز،  ۴. کتاب الصلاة،  ۵. کتاب الزکاة والصدقه،  ۶.  کتاب الصیام،  ۷. کتاب الحج،  ۸. کتاب الجهاد،  ۹. کتاب المعیشة،  ۱۰. کتاب النکاح،  ۱۱. کتاب العقیقه،  ۱۲. کتاب الطلاق،  ۱۳. کتاب العتق والتدبیر والمکاتبه،  ۱۴. کتاب الصید،  ۱۵. کتاب الذبائح،  ۱۶. کتاب الاطعمه،  ۱۷. کتاب الاشربة،  ۱۸. کتاب الزّی والتجمل، ۱۹. کتاب الدواجن، ۲۰. کتاب الوصایا، ۲۱. کتاب المواریث،  ۲۲. کتاب الحدود،  ۲۳. کتاب الدیات،  ۲۴. کتاب الشهادات،  ۲۵. کتاب القضا والاحکام،  ۲۶. کتاب الایمان والنذور والکفارات.
در فروع کافی برخی از عنوان‌ها که معمولاً در کتب فقهی به صورت مستقل آورده می‌شوند به مناسبت، ضمن عنوان‌های یاد شده آمده‌اند. مثلاً امر به معروف، در عنوان الجهاد آمده‌است.

## روضه کافی
سومین بخش از الکافی که به روضه کافی شهرت دارد، روایات مربوط به موضوعات مختلف و متنوع، بدون هیچ ترتیب و نظم خاصی گردآوری شده‌است. چند نمونه از این موضوعات به شرح زیر است:
- تأویل و تفسیر برخی آیات قرآن
- توصیه‌ها و اندرزهای ائمه
- رؤیا و انواع آن
- دردها و درمان‌ها
- کیفیت آفرینش جهان هستی و برخی از پدیده‌های آن
- تاریخ بعضی از پیامبران بزرگ
- فضیلت شیعه و وظایف آن
- برخی مسائل تاریخ صدر اسلام و زمان خلافت علی
- مهدی و صفات او و نیز اصحاب و ویژگی‌های زمان حضور او
- تاریخ زندگی برخی اصحاب و اشخاص، نظیر ابوذر، ثمامة بن أثال، زید بن علی، سلمان، جعفر بن ابی طالب.

## ترجمه های فارسی
- ترجمه اصول کافی، از محمدباقر کمره‌ای: که کتاب فروشی المكتبة‌ الاسلامية تهران آن را ۴ جلد، و کتاب فروشی اسوه قم آن را در ۶ جلد منتشر کرده است. در تهران منتشر کرده است.
- ترجمه سید جواد مصطفوی كه كتاب فروشی علميه اسلاميه در ۴ جلد منتشر کرده است.
- ترجمه احمد بانپور که انتشارات استوار به صورت ۴ جلد در دو مجلد منتشر کرده است.[۱۵]